# John Fitchett
John Fitchett (Liverpool, 21 settembre 1776 – Warrington, 20 ottobre 1838) è stato un poeta inglese.
Il suo capolavoro è il poema epico King Alfred, che è una delle più lunghe opera in versi nella letteratura inglese. Il poema è costituito da oltre 131.000 versi e fu finita dopo la morte dell'autore dall'editore Robert Roscoe. Il personaggio principale è il re Alfredo il Grande, che regnò nel IX secolo e combatté contro i Vichinghi.